# Saint-Pierre-de-l'Île-d'Orléans
Saint-Pierre-de-l'Île-d'Orléans es un municipio canadiense situado en la provincia de Quebec.

## Superficie
Saint-Pierre-de-l'Île-d'Orléans tiene una superficie de 31,64 km².

## Demografía
En 2021, tenía 1743 habitantes, una densidad poblacional de 55,1 hab./km², y 811 viviendas.